# 鈴木健 (投手)
鈴木 健（すずき けん、1969年4月16日 - ）は、山形県鶴岡市出身の元プロ野球選手（投手）。

## 来歴・人物
小学生から野球を始め、5年生の時に投手になる。
羽黒工業高校（現：羽黒高校）時代は1年からエースになるが、脊椎分離症を2度発症し入院した。3年生夏に復帰し、1987年に夏の県大会準々決勝でノーヒットノーランを達成するなどの活躍で準優勝した。
卒業後、1988年に日本石油へ入社し、1990年からエースとなり全日本メンバーにも選出される。1991年には日本選手権優勝を成し遂げた。翌年に行われるバルセロナオリンピックの代表候補として指名凍結選手になるが代表からは落選した。久慈照嘉、大久保秀昭とは同僚であった。
1992年のドラフト3位で広島東洋カープに入団した。背番号は2年前に引退した津田恒実の「14」を受け継いだ。新人の1993年シーズンは開幕ローテーションに入り、4月14日の対横浜戦では社会人時代を過ごした横浜で同僚だったドラフト1位の小桧山雅仁と先発対決すると6回2失点で勝ち投手の権利をもって秋村謙宏（日本石油でも同僚）に交代したが最終的には延長にもつれ込み勝利投手にはなれず。同年5月19日対ヤクルト戦では1点差試合としてはプロ野球史上最多スコアとなる17対16の試合で先発（2.0回6失点）したのを最後に二軍落ちし戦列を離れたが、チーム12連敗の最中である9月16日阪神戦で約4か月ぶりの先発を任され、プロ初勝利を3安打完封で飾り連敗をストップさせる。しかし、この完封勝利が一軍では唯一の勝利となりその後は再び結果を残すことはできなかった。武器はスライダー、カーブ。
1995年に広島と技術協力関係にあった台湾・時報イーグルスに派遣され、翌1996年には広島に復帰。しかし一軍登板はなくオフに戦力外通告を受け自由契約となる。
その翌年の1997年には横浜ベイスターズに移籍。しかし、横浜移籍後も一軍の試合に出場することなく、1998年10月15日に球団から戦力外通告を言い渡され、同年限りで現役を引退した。
西武とヤクルトで活躍した同姓同名の内野手に鈴木健がいるが彼とは学年も同じである。

## 詳細情報

### 年度別投手成績
| 年 度     | 球 団     | 登 板 | 先 発 | 完 投 | 完 封 | 無 四 球 | 勝 利 | 敗 戦 | セ 丨 ブ | ホ 丨 ル ド | 勝 率 | 打 者 | 投 球 回 | 被 安 打 | 被 本 塁 打 | 与 四 球 | 敬 遠 | 与 死 球 | 奪 三 振 | 暴 投 | ボ 丨 ク | 失 点 | 自 責 点 | 防 御 率 | W H I P |
| --------- | --------- | ----- | ----- | ----- | ----- | -------- | ----- | ----- | -------- | ----------- | ----- | ----- | -------- | -------- | ----------- | -------- | ----- | -------- | -------- | ----- | -------- | ----- | -------- | -------- | ------- |
| 1993      | 広島      | 19    | 11    | 1     | 1     | 0        | 1     | 7     | 0        | --          | .125  | 270   | 57.2     | 64       | 4           | 42       | 1     | 2        | 42       | 1     | 0        | 46    | 43       | 6.71     | 1.84    |
| 1995      | 広島      | 2     | 0     | 0     | 0     | 0        | 0     | 0     | 0        | --          | ----  | 16    | 2.1      | 8        | 0           | 1        | 0     | 0        | 2        | 1     | 0        | 8     | 4        | 15.43    | 3.86    |
| 1995      | 時報      | 14    | 6     | 2     | 1     | 1        | 2     | 5     | 0        | --          | .286  | 242   | 56.0     | 56       | 5           | 16       | 0     | 3        | 34       | 4     | 0        | 36    | 32       | 5.14     | 1.29    |
| NPB：1年  | NPB：1年  | 21    | 11    | 1     | 1     | 0        | 1     | 7     | 0        | --          | .125  | 286   | 60.0     | 72       | 4           | 43       | 1     | 2        | 44       | 2     | 0        | 54    | 47       | 7.05     | 1.92    |
| CPBL：1年 | CPBL：1年 | 14    | 6     | 2     | 1     | 1        | 2     | 5     | 0        | --          | .286  | 242   | 56.0     | 56       | 5           | 16       | 0     | 3        | 34       | 4     | 0        | 36    | 32       | 5.14     | 1.29    |

### 記録
- 初登板・初先発：1993年4月14日 対横浜ベイスターズ2回戦、6回2失点
- 初勝利・初完投・初完封：1993年9月16日 対阪神タイガース21回戦、9回無失点

### 背番号
- 14 （1993年 - 1996年）
- 35 （1997年 - 1998年）